# Letteratura berbera
Il termine Letteratura berbera (o letteratura maghrebina) comprende, nella sua accezione più ampia, tutte le manifestazioni letterarie, scritte e orali, opera di nordafricani non solo nella lingua autoctona — il berbero —, ma anche nelle lingue che in Nordafrica si sono avvicendate nel corso dei secoli, e in particolare, il punico, il latino e l'arabo. In un senso più ristretto si potrebbe limitare la definizione alle opere letterarie in berbero, ma questo porrebbe problemi di catalogazione per numerosi autori — come Mouloud Mammeri, Taos Amrouche e altri — che si sono espressi sia in berbero che in altre lingue.
È alquanto improprio parlare di un'unica letteratura per un territorio così vasto ed un arco temporale così esteso, tanto che la massima esperta contemporanea in quest'ambito, Paulette Galand-Pernet, intitola il suo lavoro di sintesi sull'argomento, Letterature berbere (1998), un titolo che sottintende la molteplicità di tradizioni, ambienti e generi che si possono riscontrare in tutto il territorio del Nordafrica. Per questo motivo si accennerà qui al quadro complessivo di queste forme letterarie, rimandando, per analisi più puntuali, alle singole "letterature" e ai singoli "generi" letterari.

## Letteratura antica

### Letteratura in berbero
Sebbene non sia pervenuto alcun testo letterario antico in lingua berbera, sono state rinvenute numerose iscrizioni: sono circa 1140 quelle pubblicate nelle raccolte di Jean-Baptiste Chabot (1940-1941, provenienti soprattutto da Tunisia, Algeria e Libia) e di Lionel Galand (1966, Marocco).
Quella più lunga e conosciuta è un'iscrizione bilingue numidico-punica che Micipsa, re della Numidia, fece incidere sul mausoleo dedicato al padre Massinissa eretto a Dougga nel 138 a.C. L'importanza dell'iscrizione è considerevole dal punto di vista storico e giuridico, in quanto permette di conoscere i principali titoli e funzioni municipali delle città numidiche di quel tempo.

### Letteratura in punico
È ritenuto assai probabile che, durante il periodo della colonizzazione punica del Nordafrica, la lingua di Cartagine — diffusa soprattutto nelle città — sia stata usata da autori nordafricani per comporre opere letterarie. La rilevanza del punico, come lingua letteraria e di cultura, era, infatti, molto significativa all'epoca di Agostino d'Ippona (354-430) che lo conosceva ed ogni tanto citava, nelle sue opere, parole o espressioni in questo idioma.
Nessun testo in punico è pervenuto ai giorni nostri, ma un accenno esplicito all'esistenza di opere di carattere storico proviene da Sallustio, che afferma di avere ricavato le sue informazioni sulla storia più antica del Nordafrica da alcuni "libri punici" (ex libris Punicis), opera di eruditi locali (cultores eius terrae).
(Sallustio, Bellum Jugurthinum 17,7 (trad. Vermondo Brugnatelli))
L'importanza del punico come lingua scritta fu tale che il nome punicae (litterae) venne probabilmente usato anche per designare la stessa scrittura autoctona (che probabilmente non discende dall'alfabeto punico). Tale è almeno l'opinione della maggioranza degli studiosi, che fanno risalire il nome odierno di quell'alfabeto, tifinagh, alla parola latina punica.

### Letteratura in latino

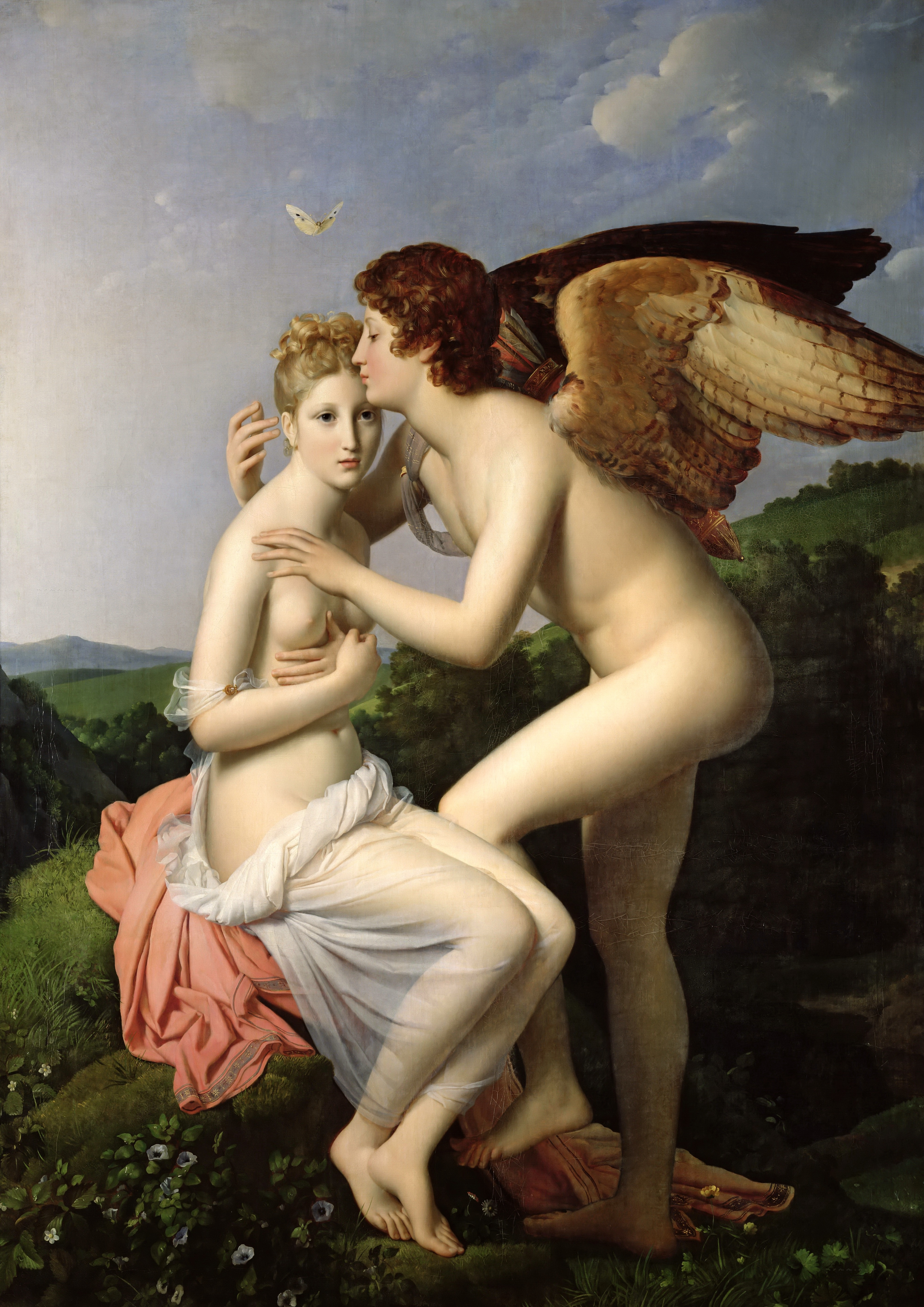
Amore e Psiche (1798) di François Gérard.

Molti autori nordafricani composero opere letterarie in lingua latina. Tra costoro si possono ricordare:
- Terenzio, (Publius Terentius Afer), 195-159 a.C. (scrittore di commedie)
- Anneo Cornuto, I secolo (filosofo stoico)
- Floro, I-II secolo (scrittore, poeta e storiografo)
- Frontone, ca. 100-ca. 166 (oratore e pedagogo)
- Apuleio, ca. 123 - ca. 180 (scrittore e brillante oratore)
- Marco Minucio Felice, II secolo (poeta e letterato)
- Terenziano Mauro, fine II secolo (grammatico)
- Tertulliano, ca. 155-245 (filosofo e teologo)
- San Cipriano, ca. 210-258 (santo e vescovo di Cartagine)
- Arnobio, ca. 255- 327 (apologista)
- Aurelio Vittore, m. ca. 390 (storico)
- Lattanzio, ca. 250- ca. 320 (scrittore ecclesiastico)
- Agostino d'Ippona, 354-430 (dottore della Chiesa)
- Fulgenzio, V secolo (grammatico e mitografo)
- Marziano Capella, V secolo (autore della più antica "enciclopedia" dell'Antichità)

Tra tutti questi autori, è soprattutto Apuleio che si dimostra particolarmente attaccato alle proprie origini africane rivendicando con fierezza di essere "semi-numida e semi-getulo" (Apologia 24.1). Particolarmente notevole è il testo della fiaba di Amore e Psiche, narrata da lui all'interno del romanzo L'asino d'oro. Questa fiaba, al di là dei numerosi e ovvi riferimenti alla mitologia greco-latina, è sicuramente basata su di un impianto indigeno, ed in diverse parti del Nordafrica sono numerose le fiabe della letteratura orale che riecheggiano le vicende della fanciulla portata in cielo da uno sposo misterioso e poi fatta tornare a terra per la sua curiosità e per colpa dei familiari (L'uccello della tempesta e Fiore d'oro in Cabilia, Ahmed U Namir in Marocco: in quest'ultima versione si parla di un bel giovane sposato ad una misteriosa creatura femminile).
Anche Sant'Agostino, che pure ostenta la propria cultura latina e, semmai, cartaginese (la cultura "alta" delle città: il berbero era la lingua delle campagne dove vivevano i suoi avversari, Donatisti e Circoncellioni), non riesce a celare le proprie origini africane. Da un lato, una sua proposta etimologica si spiega solo a partire dalla lingua berbera:
(Sant'Agostino, De Civitate Dei XVI.39)
Questa affermazione si spiega solo attraverso il berbero, in cui il verbo izra significa "ha visto, conosce".
Inoltre, come ha sottolineato M. Mammeri (1986), alcune immagini da lui citate, "palesemente poco familiari alla prosa latina", trovano invece strette rassomiglianze nelle massime della letteratura orale berbera. Le espressioni rilevate sono:
(Sant'Agostino, Tractatus XXXII.3)
(Sant'Agostino, Sermo XXXIV.7)
che trovano paralleli in espressioni formulari tipiche delle composizioni tradizionali berbere, come
("Le nozze di Tanina" in: Mouloud Mammeri, Poèmes kabyles anciens, Paris 1980, p.236 e 238)

## Tradizioni letterarie scritte (a partire dal medioevo)
Una letteratura berbera durante il medioevo si sviluppò soprattutto in due aree del Nordafrica: nella parte centro-orientale, il mondo delle comunità ibadite (soprattutto Algeria, Libia e Tunisia); nella parte occidentale, un po' in tutto il Marocco, dove una tradizione scritta si protrasse senza soluzione di continuità fino ai giorni nostri.

### Letteratura orientale (ibadita)
La letteratura berbera di area ibadita ci è giunta quasi interamente in traduzione, perché a partire da un certo momento si sviluppò un movimento tendente a tradurre in arabo la grande quantità di opere scritte originariamente in berbero (si trattava quasi esclusivamente, a quanto se ne sa, di opere a carattere religioso). In particolare, si sa che la 'aqida ("catechismo"), che è la base dell'insegnamento religioso degli ibaditi, venne composta originariamente in berbero e fu tradotta in arabo intorno al IX secolo dell'egira da Abu Hafs 'Amr b. Jami'a.
Secondo il Siyar di Chemmakhi, un solo autore, Abu Sahl detto El Farsi ("il persiano", perché rostemide per parte materna) avrebbe composto in berbero dodici libri di poesie (contenenti consigli, esortazioni, memorie e narrazioni storiche), che però vennero distrutti dai dissidenti nukkariti. Ciononostante, sembra che, raccogliendo ciò che la gente ricordava a memoria, sarebbe stato ricostituito un libro di 24 capitoli (peraltro perduto).
Dal momento che molte biblioteche pubbliche e private del Nordafrica sono inesplorate, non è escluso che in futuro si possa ritrovare qualche testo originale ritenuto perduto. Per il momento, di tutta questa letteratura in berbero rimangono solo poco più di una ventina di frasi (perlopiù citazioni di poesie o di altre frasi memorabili) all'interno di opere per il resto interamente tradotte in arabo. Tali testi, individuati per la prima volta da Tadeusz Lewicki (1934), sono stati in seguito esaminati da vari studiosi, ultimo dei quali Ouahmi Ould-Braham (1988).
Un'opera che a quanto sembra non è andata perduta e pare destinata ad una prossima pubblicazione è il commento alla Mudawwana di Abū Ghānim al-Khurāsānī scritto in berbero dallo sheikh Abu Zakaria di Yefren in un'epoca imprecisata ma comunque assai antica (primi secoli dell'egira). Questo testo era stato ritrovato da Motylinski che si accingeva a pubblicarlo ma morì prematuramente e non poté portare a compimento il lavoro. Sembra però che il manoscritto non sia andato perduto e che la sua pubblicazione sia in preparazione. È stato pubblicato solo un interessante lessico (Bossoutrot 1900), composto da Messaoud b. Salah b. Abd el Ala, in cui sono raccolti numerosi termini berberi (soprattutto di ambito religioso) che compaiono in questo commento alla Mudawwana e rischiavano di non venire più compresi dai berberi ibaditi del XVI secolo, nonché qualche breve estratto, consistente in poche frasi con tentativi di traduzione, oltre a studi su alcuni elementi lessicali e grammaticali.

### Letteratura occidentale (marocchina)

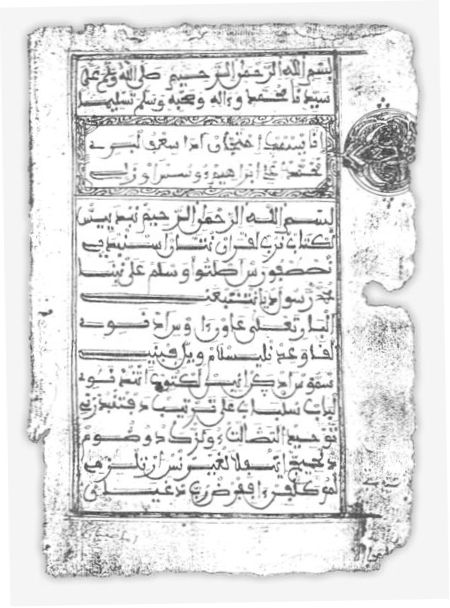
Prima pagina di un manoscritto berbero del XVIII secolo (Marocco)

Solo in tempi recenti si è cominciato a conoscere e studiare la letteratura scritta berbera del Marocco. Fino alla fine degli anni '80 si conoscevano a stento un paio di opere del più celebre autore del XVIII secolo, Muhammad Awzal. Nel 1989 alcuni studiosi olandesi ebbero accesso alla ricca raccolta di manoscritti di Arsène Roux conservati ad Aix-en-Provence e diedero l'avvio a studi sistematici non solo sui testi contenuti colà, ma anche nella biblioteca universitaria di Leida, nella Nazionale di Parigi e in svariate biblioteche, pubbliche e private, del Marocco. È soprattutto grazie ai lavori di Nico van den Boogert (in particolare 1997 e 1998) che si è venuti a conoscenza della ricchezza e dell'antichità di questo patrimonio letterario.
Un elenco degli argomenti di questa letteratura, abbozzato da van den Boogert (1997: 70 ss.), comprende:
- Testi in poesia
  - Manuali di fiqh "giurisprudenza islamica": tra gli autori, oltre ai più noti Muhammad Awzal (1670-1748/9) e Aznag (m. 1597), si ricordano Dawud b. Abd Allah al-Tamsawati (XVIII sec.), al-Hasan b. Brahim al-Arusi (epoca indeterminata), al-Madani b. Muhammad al-Tughmawi (XIX sec.), Ali b. Ahmmad al-Darqawi (m. 1910);
  - Nnasiha "Consigli" (testi di istruzione ed esortazione), forse il genere più prolifico: oltre a numerosi testi anonimi (a volte anche importanti, di centinaia di versi), si ricordano le opere di Ahmad b. Abdarrahman al-Timli (1815/6-1909), al-Hasan b. Ahmad al-Timli (1814/5-1890/1), Abdarrahman b. Ibrahim al-Tighargharti (m. 1862/3), Ali b. Muhammad al-Garsifi (inizi XX sec.?), Muhammad b. Muhammad al-Hana'i (m. 1878);
  - Panegirici (tulgha o lmedh) in lode di Maometto o di pii personaggi: al-Bushikriyya di Muhammad b. Abd Allah al-Bushikri (m. 1865/6); una celebre traduzione della Burda "Poema del mantello" di al-Busiri fatta da Abd Allah b. Yahya al-Hamidi (XVIII sec.); un poema sulla celebrazione del mawlid "natale" del Profeta ad opera del già citato al-Madani b. Muhammad al-Tughmawi (XIX sec.); oltre a numerose altre composizioni, tra cui spiccano diverse opere in lode del fondatore della confraternita della Tidjaniya;
  - Tradizioni del profeta: molte tradizioni (ḥadīth) vennero tradotte in berbero, e vennero anche costituite delle antologie, le due maggiori delle quali sono anonime; tra i testi di autore conosciuto si ricorda una traduzione delle Quaranta tradizioni di al-Nawawi ad opera del già ricordato al-Madani b. Muhammad al-Tughmawi;
  - Testi di vario genere: regole di confraternite, traduzioni di testi di misticismo, testi di alchimia e divinazione (uno è attribuito a al-Matugi, XVI secolo, ma sembra di epoca più tarda), poemi di vario tipo: uno in stile "maccheronico" che mischia arabo e berbero, di al-Taghatini (m. 1669/70), alcuni "poemi alfabetici" in cui ogni verso inizia per una lettera dell'alfabeto, ecc.
  - Testi di evidente tradizione orale messa poi per iscritto: storie e leggende di argomento religioso; poesie sull'uso e sull'abuso del tè, poesie relative ad eventi storici.
- Testi in prosa
  - Lessici, dizionari, solitamente utilizzati per permettere la consultazione di testi in arabo a Berberi che poco praticavano tale lingua. Se ne conoscono molti, il più antico dei quali, opera di Ibn Tumart risale al 1145 e deve attingere a una tradizione ancora più antica. Mentre l'edizione di questo importante testo è in corso, N. van den Boogert (1998) ha già pubblicato un lessico di al-Hilali (completato nel 1665/6) ed un altro, anonimo, del XVIII secolo;
  - Commentari di opere di diritto, di cui il più voluminoso ("probabilmente il più lungo testo scritto berbero esistente" secondo van den Boogert: più di 1000 pagine) è il commento di al-Hasan b. Mubarak al-Tammuddizti (1844-1899) all'opera di Awzl al-Hawd, che contiene anche molte glosse per rendere meglio comprensibile questo testo scritto in uno "stile arcaico";
  - Trattati di medicina: se ne conoscono almeno due, uno attribuito a Muhammad b. 'Ali al-Ba'qili (XVI sec.) ed uno ad Husayn b. 'Ali al-Shawshawi (m. 1493);
  - Traduzioni di testi in prosa, la più famosa delle quali è la traduzione della Sirat al-Nabi "Vita del Profeta" eseguita da 'Abd Allah b. 'Ali al-Darqawi nel 1942;
  - Lettere e documenti vari di cui è difficile stimare il numero e valutare l'importanza.

## Letteratura "tradizionale" (prevalentemente orale)
La letteratura tradizionale giunta fino a noi è stata tramandata quasi esclusivamente per via orale, anche se non mancano, soprattutto tra la fine del XIX e la prima metà del XX secolo, esempi di una sua fissazione nello scritto anche indipendentemente dalla pressione della cultura coloniale europea. Questa letteratura comprende produzioni di vario genere, sia in versi che non. La grande diffusione della poesia nella letteratura orale si spiega, tra l'altro, con il valore di aiuto mnemonico fornito dal verso, unità modulare con un determinato ritmo e con vari tipi di rime e assonanze, che permette al recitatore di meglio tenere a mente testi anche di una certa lunghezza. Analogamente, anche nei racconti è stata spesso individuata una scansione in "sequenze narrative" memorizzate le quali ogni recitatore provvedeva poi a fornire un testo di volta in volta nuovo per la forma ma codificato per quanto riguarda il contenuto (su questi aspetti del racconto berbero si può vedere M. Kossmann 2000: 11 ss., Y. Allioui 2001-2, vol I, p. 16 ss./56 ss. e P. Galand-Pernet 1998: 62).
Sebbene la consuetudine con lo scritto, tipica delle letterature "occidentali", rischi di far ritenere svalutate le letterature orali, non va dimenticato che anche in un contesto di oralità come quello berbero vi è stata una consapevolezza dell'importanza del patrimonio letterario e sono sempre esistite figure delegate alla conservazione e alla trasmissione di questo patrimonio. L'esempio più tipico è quello degli imusnawen della Cabilia (sing. amusnaw, dal verbo ssen "sapere": "colui che detiene la tamusni, la conoscenza"). Ogni villaggio, ogni tribù aveva il suo amusnaw, che mandava a memoria una grande quantità di poemi antichi e moderni, conosceva le leggi consuetudinarie, le genealogie delle famiglie e la storia del paese, ecc. E quando l'amusnaw era un po' avanti con gli anni, si premurava di trovare qualche giovanotto dalla buona memoria a cui trasmettere, un po' alla volta, il proprio sapere, per non interrompere la "catena" degli imusnawen.
Anche in altre regioni sono sempre esistite figure di riferimento per la conservazione e la trasmissione del patrimonio letterario. Oltre ai cantori e cantastorie "professionali" che esistono un po' dovunque (si ricordano in particolare le figure dei rrwayes nel sud del Marocco, degli imedyazen nel centro del Marocco, degli idebbalen e degli imeddahen in Cabilia), è interessante, in ambito tuareg, la figura dell'énalbad, una sorta di "segretario" dei poeti maggiori, che si incarica di apprendere e trasmettere nel modo più corretto le poesie composte da questi ultimi.

### Generi

#### Poesie e canzoni
In una cultura orale, il confine tra "poesia" e "canto" è estremamente labile. Infatti, ogni tipo di poesia esiste solo all'atto della recitazione, non se ne sta fissata su un muto foglio di carta. E la buona recitazione richiede un controllo di ritmo, tono di voce, pause, sonorità non dissimile da ciò che è richiesto per cantare bene.
Data la vastità del mondo berbero, esiste una grandissima varietà di canti e poesie, che nelle diverse regioni assumono forme e denominazioni specifiche: amarg presso gli chleuh del sud del Marocco, izli, tamdyazt, ahellil nel Marocco centrale, izli, asefru, urar, tibugharin, adekker, ecc. in Cabilia, e così via. Di seguito, in un paragrafo apposito, verranno brevemente trattate alcune delle tradizioni più note e studiate.
Da rilevare che, oltre ad una grande eterogeneità di generi, esiste pure una grande diversità quanto ai metri poetici, che si basano a volte su scansioni sillabiche (chleuh, cabili, ecc.), a volte su una prosodia quantitativa (tuareg).

#### Racconti, fiabe e altri "generi minori"
Una grande parte della letteratura orale dei Berberi è costituita da racconti e fiabe, di cui molti sono stati raccolti e pubblicati, sia in berbero che in traduzione, negli ultimi due secoli. (Una raccolta di testi, tradotti in italiano, provenienti da diverse regioni berbere è costituita da Brugnatelli 1994).
Spesso chi si è occupato di racconti berberi ha cercato di classificarli "per generi", ma questo tipo di classificazione, basato di norma su punti di vista eurocentrici, non corrisponde alle "categorie" indigene. Anche se la terminologia varia da regione a regione, e quindi non è possibile proporre generalizzazioni eccessive, si osserva che i Berberi tendono ad operare una distinzione soprattutto tra il racconto "inventato" e quello che viene considerato "realmente accaduto" (per inverosimile che possa essere: è il caso tipico di racconti eziologici). In cabilo, questa dicotomia è espressa da tadyant "storia, narrazione di avvenimento passato" e tamacahut "racconto, storia inventata" e anche "indovinello". In tuareg si ha
- eni «è considerato la narrazione di fatti reali ma estremamente antichi, o un racconto, magari anche inventato, ma destinato a fornire un insegnamento applicabile alla vita reale»
- emäy «è un'opera di pura invenzione, da cui non si pretende di ricavare alcuna morale» (Casajus 1985: 2)

È interessante osservare che spesso i Berberi designano con lo stesso nome generi che per un Europeo andrebbero tenuti nettamente distinti. In particolare, spesso lo stesso termine (molto diffuso è tanfust, ma anche chleuh umiy, pl. umiyn, cabilo tamacahut, etc.) indica sia il racconto "inventato" sia gli "indovinelli".

#### Testi storici

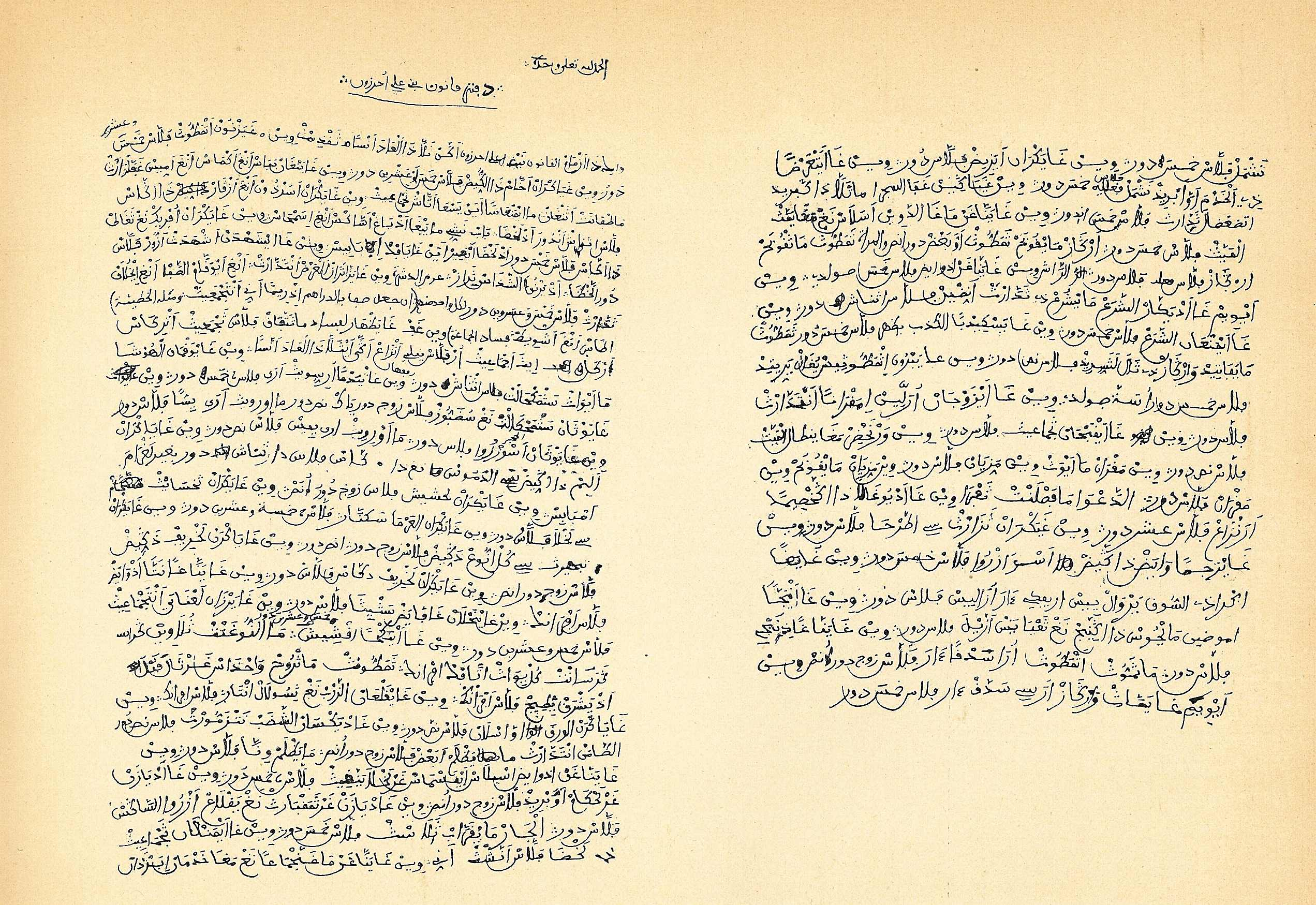
Il qanun degli At Ali u Herzun, raccolto insieme a tanti altri dal generale Hanoteau nel XIX secolo. Il testo berbero completo, con traduzione francese, è stato pubblicato in trascrizione latina da Ouahmi Ould Braham su Etudes et Documents Berbères 1 (1986), pp. 68-77

All'interno del patrimonio di "racconti" (ma anche del patrimonio poetico) sono frequenti i testi che riferiscono di azioni passate, eventi bellici, biografie di personaggi pii o illustri, storie di clan e famiglie, eccetera. Tutto ciò in molti casi non è qualificabile frettolosamente come "mito", ma in molti casi deve considerarsi come vera e propria fonte "storica", per quanto inevitabilmente "deformata" nel corso della sua trasmissione. Raramente questi testi sono stati messi per iscritto dalle comunità in cui circolano, ma moltissimi sono stati raccolti e pubblicati da studiosi europei che desideravano accostarsi alla storia di questi paesi.
La più notevole tra queste raccolte è la storia del gruppo tuareg dei Kel Denneg, raccolta e ordinata cronologicamente da Ghoubeïd Alojaly su impulso del danese K.-G. Prasse (1975). Tra le numerose altre opere in cui il materiale letterario tradizionale è raccolto in funzione del suo valore storico si possono ricordare i tre volumi di R. Bellil sulla regione del Gourara (1999-2000), od il volume di J. Drouin (1975) su di un santo locale del Medio Atlante. Per la Cabilia, molti testi del genere sono stati raccolti dai Padri Bianchi nel Fichier de documentation berbère, per esempio nelle opere monografiche su alcuni villaggi e tribù (H. Genevois 1995 e 1996).

#### Testi giuridici
I testi giuridici della tradizione berbera sono estremamente interessanti sia per la loro ricchezza e varietà sia, soprattutto, perché sono una fonte insostituibile per conoscere il diritto consuetudinario delle regioni del Nordafrica, che ha per secoli convissuto con le norme sciaraitiche ed è giunto fino ai giorni nostri.
In diverse regioni del mondo berbero, si può dire che ogni villaggio abbia il proprio insieme di norme, codificate e memorizzate perlomeno dalle più importanti personalità del villaggio. In qualche caso questo insieme di norme è stato anche messo per iscritto (non di rado in arabo, ma a volte anche in berbero). L'insieme di queste norme di diritto consuetudinario è denominato in vari modi: in Cabilia qanun, e in Marocco azref.
Le leggi consuetudinarie più conosciute e studiate sono quelle della Cabilia, grazie all'intenso lavoro di raccolta sistematica dei qanun da parte del generale Adolphe Hanoteau, che ne pubblicò parecchi all'interno della vasta opera in tre volumi che scrisse sulla Cabilia insieme al giurista A. Letourneux. Per il Marocco, invece, anche se manca un'opera sistematica del genere (che sarebbe stata infinitamente più difficile da attuare, viste le dimensioni enormemente maggiori del Marocco rispetto alla Cabilia), esistono numerosi studi che spesso contengono, in berbero o in traduzione, gli izerfan di molti villaggi e tribù.

#### Testi religiosi ebraici
Il Nordafrica ha sempre ospitato comunità ebraiche, che di norma condividevano con la maggioranza musulmana la lingua del paese. In territori berberofoni, dunque, queste comunità si esprimevano nelle diverse varietà di berbero. La maggior parte degli Ebrei del Nordafrica è emigrata in Israele o altrove, e le comunità sono ridotte a poca cosa, ma negli anni Cinquanta esse avevano una ricca vita culturale. Risale proprio agli anni Cinquanta l'unico testo religioso in berbero che sia stato fin qui pubblicato. Si tratta del testo di una Haggadah, una recitazione rituale tipica della festa di Pesach (la Pasqua ebraica), proveniente dalla regione di Tinrhir, nel Marocco centrale (lingua tamazight), che è stata pubblicata da P. Galand-Pernet e da H. Zafrani (1970).
Una seconda Haggadah in tashelhit, il berbero del Sud del Marocco, è stata pubblicata, insieme ad altro materiale linguistico e letterario giudeo-berbero marocchino, da J. Chetrit (2007).

#### Testi religiosi cristiani

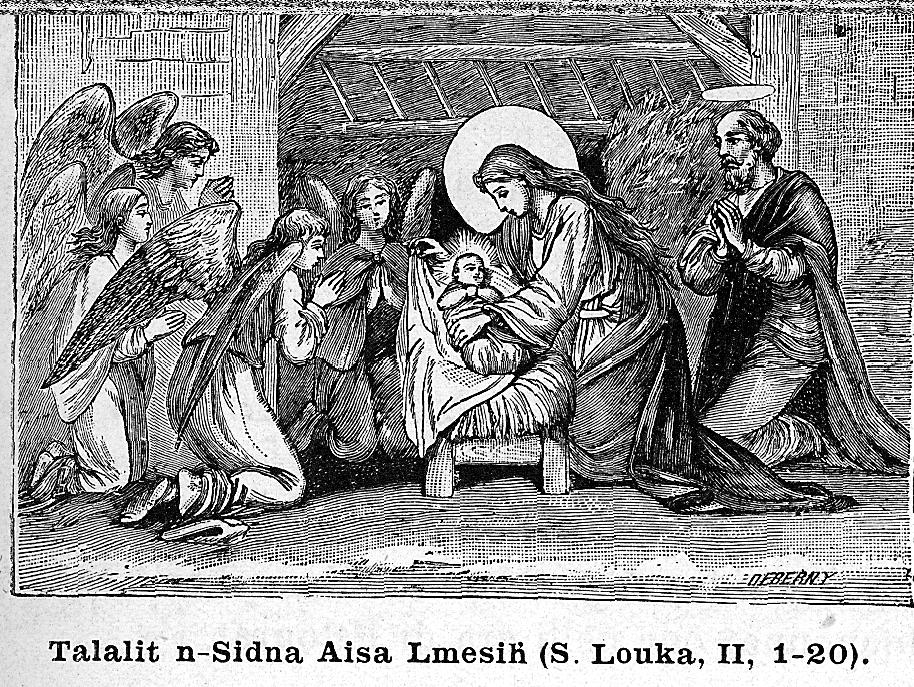
La nascita di Gesù in un catechismo in cabilo (Amat 1920)

Se le comunità ebraiche abitano il Nordafrica senza soluzione di continuità da secoli e addirittura millenni, il cristianesimo, invece, che pure ebbe nei primi secoli un grande sviluppo, a partire da un'epoca imprecisata nel tardo medioevo scomparve del tutto come religione locale, e venne reimpiantato (in misura molto limitata) solo di recente ad opera di missionari. Soprattutto i Padri Bianchi compresero l'importanza della lingua per l'apostolato, e studiarono a fondo non solo l'arabo ma anche il berbero, giungendo a padroneggiarlo al punto di poter scrivere interi libri in questa lingua. Probabilmente il testo Lsas n-Ddin del 1920 è il primo libro scritto in cabilo, anche se il suo autore è un missionario europeo. Se in seguito l'opera dei Padri Bianchi fu soprattutto volta alla pubblicazione di testi linguistici ed etnografici raccolti preso le popolazioni locali (il ricchissimo Fichier de Documentation Berbère), non mancarono produzioni "originali" di questo stesso tipo ad uso dei convertiti. Per esempio, una raccolta di canti per bambine, Avette chante (1955), è divisa in due parti, una con canti in francese e l'altra con Chnawi s teqbaylit "canzoni in cabilo" (peraltro, questi testi sembrano opera, almeno in gran parte, di autrici berbere).

### Poesie e canti delle diverse regioni

#### Poesie tuareg
Presso i tuareg la composizione di poesie è un fatto naturale ed estremamente diffuso, anche se pochi sono i grandi poeti la cui rinomanza vada al di là della propria tribù e le cui opere vengano trasmesse nel tempo.
(Ch. de Foucauld 1925: III)
Le poesie possono essere recitate (si parla in questo caso di tesawit) o cantate (asâhar), e in quest'ultimo caso non si tratta di arie scelte a caso, ma ogni ritmo è di norma legato a determinate arie (anéa). Le occasioni più frequenti per la recitazione e il canto delle poesie sono gli ahal, riunioni conviviali notturne in una tenda, dove uomini e donne (nubili o libere di stato) si ritrovano insieme con una libertà di costumi che ha stupito più di un osservatore, soprattutto quando si pensi alla ben diversa condizione dei due sessi nel mondo islamico tradizionale.
Sia le opere di Ch. de Foucauld (tuareg del nord) sia gli studi di Prasse e Alojali (tuareg del sud) hanno permesso di rilevare un gran numero di ritmi poetici. I 7 più diffusi nell'Ahaggar ai primi del Novecento erano: seienin (il più impiegato), heinena (apparentemente introdotto solo di recente; il-anegh Yalla ("Dio ci possiede", più antico del seienin); aliwen ("gli olivi selvatici") e taré, versi arcaici usati dalle donne in particolari canti di nozze; ahellel (un tempo impiegato solo per canti religiosi), e azahalag (antico, in via di sparizione). Diversi di questi metri sono noti anche tra i tuareg del sud, sia pure con nomi diversi (ad esempio quello noto come ahellel è il più diffuso nell'Aïr, ma con il nome di tazzayt "l'albero gommifero"). Tutte le poesie di norma sono monorime, vale a dire utilizzano dall'inizio alla fine la stessa rima, che può consistere nell'ultima vocale o vocale più consonante.
A detta di Ch. de Foucauld, per i tuareg del nord il miglior poeta in assoluto era la poetessa taitoq Kenwa ult Amastan (nata nel 1860). Secondo gli odierni tuareg dell'Air, il più grande poeta di tutti i tempi sarebbe invece Ghabidin ag Sidi Mukhammad (1860-1944).

#### Poesie berbere del Marocco
Anche in Marocco le poesie e le canzoni sono molto diffuse, ma le tradizioni sono molteplici e spesso diverse tra loro, per cui non è possibile tratteggiare in breve un quadro esaustivo della situazione. Oltretutto, se alcune regioni sono più note e studiate (Marocco centrale e meridionale), certe altre come il Rif sono molto meno conosciute ai ricercatori.
Nel sud del Marocco (lingua tashelhit) la poesia in generale viene designata col termine amarg, dalle numerose sfumature di significato: oltre a "poesia" anche "amore", "pene d'amore", "dolore dell'animo", "nostalgia", "rimpianto", ecc. (El Mountassir 2004). La figura del poeta-cantore itinerante, rrays (plurale rrways) o bab n umarg "padrone dell'amarg", è molto importante perché ha consentito la diffusione della letteratura orale su di un vasto territorio. Come ha rilevato P. Galand-Pernet (1967), la lingua dei rrways ha caratteristiche particolari che permettono la comprensione delle poesie ad un gran numero di persone, anche al di là del villaggio o della regione di nascita del compositore. Si può a buon diritto parlare, in questo caso, di una koinè poetica chleuh.
La poesia può essere di vari tipi. Oltre all'amarg n rrways, poesia dei cantori itineranti (e delle cantanti: tirraysini), si distinguono: amarg n uhwash, poesia destinata ad essere cantata nelle cerimonie di danza; urar "canto" (in generale); tizrarin, canti di donne per danza o per accompagnare lavori domestici; tanggift, canti di matrimonio; tamawasht, tenzone poetica, tandamt, "poesia gnomica", taqsit "lungo poema" (spesso a sfondo religioso), ecc.
Nel Marocco centrale (lingua tamazight), la situazione è analoga, salvo il fatto che i poeti-cantori itineranti si chiamano imdyazen (singolare amdyaz). Il loro canto è tamdyazt, "un lungo poema cantato", anche se questo termine è in concorrenza, a volte, con altre denominazioni come ahellel, in origine forse "canto religioso", ma anche designazione generica di un tipo di composizione dal contenuto serio, tanshatt (eseguita dall'anesshad), la composizione di tipo più esplicitamente religioso, tayffart "poesia cantata contenente enigmi o allegorie" e tamnatt (plurale timnadin), dalle caratteristiche prosodiche particolari. Tutti questi generi "alti" si contrappongono all'izli (plurale: izlan) "canto, ritornelli dei canti di ahidus (danza)" e alle timawayin (singolare tamawayt), canti isolati.
Pur nella varietà dei ritmi, la metrica delle poesie marocchine sembra sempre basata su di un particolare principio a "formule metriche" in cui hanno importanza non solo il numero delle sillabe ma anche la loro qualità (sillabe aperte o chiuse), e perfino la qualità di certe consonanti in posizione fissa. Per esempio una matrice di tipo
a lay la li la lay la lay la li da lal

corrisponde a un verso di 12 sillabe, di cui la 2ª, la 6ª, l'8ª e la 12ª terminanti per consonante; inoltre, la penultima sillaba deve iniziare per una consonante sonora. Aderisce a questo schema un verso come 
(da Jouad 1986: 106)
che si scandisce:
wa dan ra wa tu fiɣ wa day ra na gi ɣin.

#### Poesie cabile

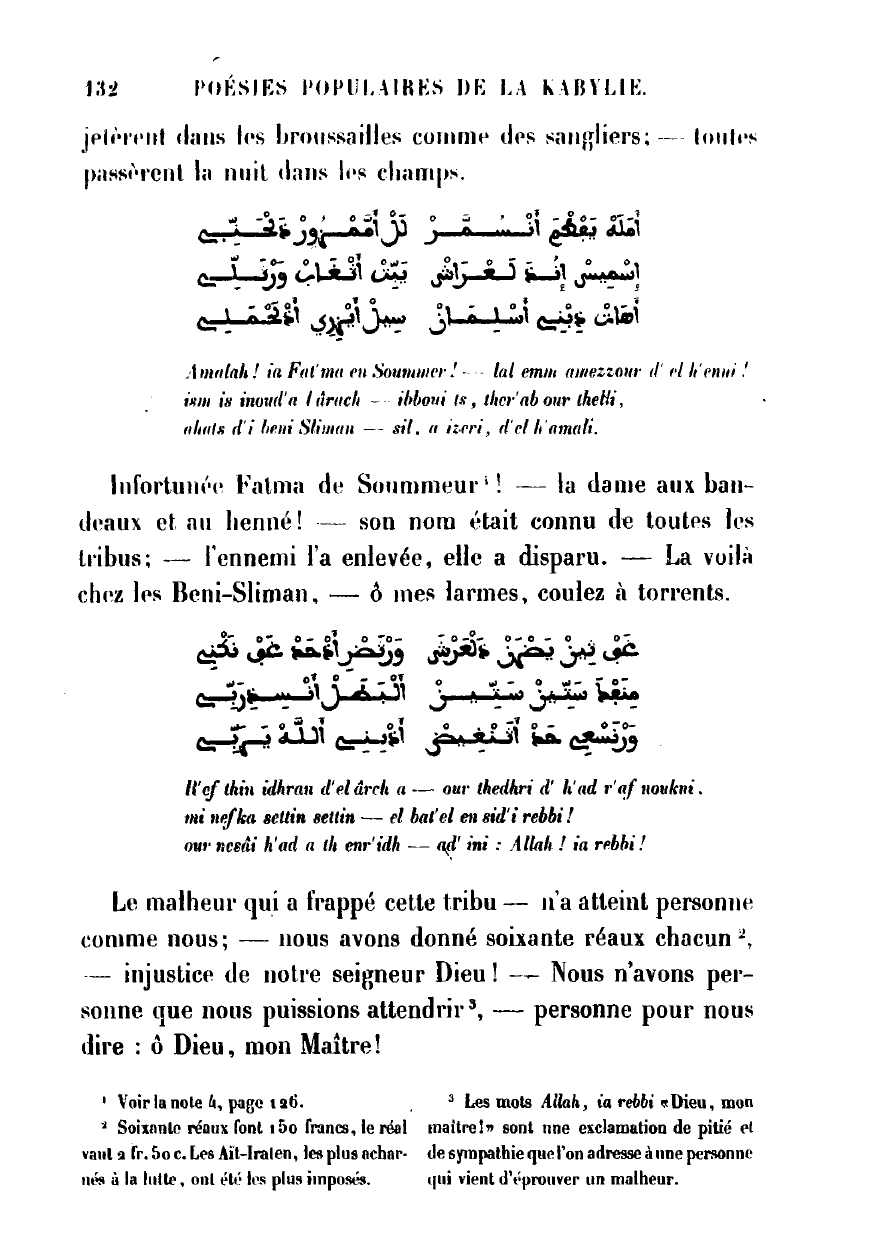
Una pagina della raccolta di poesie di A. Hanoteau (1867), con un brano sulla conquista francese e la cattura di Lalla Fadhma n'Soumer

Delle poesie cabile si possiede un numero relativamente elevato di composizioni anche di una certa antichità, e questo grazie a due raccolte: quella pubblicata dal generale A. Hanoteau nel 1867 e quella, basata sulla tradizione autentica degli amusnaw, opera di Mouloud Mammeri (1980). La prima, pur essendo stata fatta da un europeo che non aveva gli strumenti critici per giudicare adeguatamente il valore delle singole composizioni, è particolarmente voluminosa (quasi 500 pagine) e consente di avere uno "spaccato" dei vari tipi di produzioni poetiche esistenti intorno alla metà del XIX secolo. La seconda è anch'essa quantitativamente cospicua (oltre 110 poesie), ma soprattutto è il frutto di una paziente opera di scelta da parte di Mouloud Mammeri, figlio dell'ultimo amusnaw degli At Yenni, il quale aveva ricevuto, dal padre e dagli altri imusnawen che egli frequentava, non solo un grande massa di testi antichi, ma anche il gusto estetico che gli permetteva di riconoscere quali brani fossero i più meritevoli di essere accolti nella sua antologia.
Le poesie tradizionali venivano normalmente ripartite in due grandi categorie: quelle di tono "elevato", che venivano composte e recitate dagli imeddahen (singolare:ameddah), e quelle di genere più ricreativo, appannaggio perlopiù degli idebbalen (singolare adebbal) e particolarmente legate ad un'esecuzione in cui la musica aveva un grande rilievo. Parallelamente a questa bipartizione delle opere, anche gli autori godevano di statuto completamente differente nella società tradizionale: l'ameddah era considerato uno dei personaggi più in vista della tribù, il cui parere era ascoltato con attenzione nell'assemblea (tajmaat), viceversa gli idebbalen erano personaggi "marginali", ai più bassi gradini della scala sociale, al pari dei macellai e dei misuratori di grano.
Il poeta antico più prestigioso, e di cui si tramandano diverse composizioni, fu Yusef u Qasi (XVII-XVIII secolo). In epoca più recente, Si Mohand ou-Mhand (1848-1905), poeta di un tipo completamente diverso e di sensibilità estremamente moderna, è stato ed è considerato come il miglior poeta della Cabilia.

#### Gli ahellil del Gourara
Negli ksour berberofoni del Gourara è molto praticato, soprattutto in occasione di talune festività religiose, un genere musicale particolare che comporta l'esecuzione di canti in coro, danze e partecipazione collettiva dell'uditorio. Esso prevede l'intervento di numerosi partecipanti: un capo-coro che dirige il movimento del coro, un solista (abecniw) affiancato da due o tre suonatori (almeno un battitore di tamburo (gellal) e un suonatore di bengri (una sorta di liuto) o di flauto (temja), mentre due danzatori lo precedono rivolti verso di lui e camminando quindi all'indietro., mentre i partecipanti al coro, un buon numero di abitanti del villaggio, fanno un cerchio intorno ad essi stringendosi spalla a spalla, si muovono lentamente in senso antiorario, battono le mani e rispondono al solista.
Nel 2005 l'UNESCO ha proclamato gli ahellil capolavoro del patrimonio orale e immateriale dell'Umanità. Il timore di molti tra quanti hanno a cuore la cultura del Gourara è che questo riconoscimento, lungi dall'aiutare a preservare questo patrimonio, finirà per contribuire alla sua "folklorizzazione", con conseguente distacco dai valori tradizionali al cui interno gli ahellil sono nati. Eloquenti in proposito le osservazioni di Mouloud Mammeri:
(Mouloud Mammeri, "Culture du peuple ou culture pour le peuple", Awal 1 (1985), p. 54)

#### Poemetti ibaditi
Un tipo interessante di composizioni poetiche, a carattere in origine orale, ma successivamente tramandate anche per iscritto, è costituito da alcuni poemetti a carattere religioso, composti intorno agli inizi dell'Ottocento nelle regioni ibadite, in particolare a Djerba e nel Gebel Nefusa.
Il più antico di tali poemi, composto da uno sheikh di Djerba (Shaaban el-Qanushi, o forse el-Mennushi) tra la fine del Settecento e gli inizi dell'Ottocento, è cantato in occasione dei decessi, e tratta di ciò che avviene all'anima del defunto dopo la morte, con la sepoltura, il giudizio particolare e infine quello universale, con estese descrizioni dei peccati maggiori e delle pene ad essi relative.
Riguardo al Gebel Nefusa (Libia) si conoscono almeno due poemetti di questo tipo (la denominazione autoctona per questa forma letteraria è taqsitt), composti da un religioso di Nome Abû Fâlgha e tramandati oralmente. Già Francesco Beguinot accennò negli anni Venti a questi testi, pubblicandone però solo l'incipit in traduzione. Alla fine degli anni sessanta, Luigi Serra raccolse da un anziano di Mezzu (nel Gebel Nefusa) il testo berbero di due poemetti che sembrano coincidere con quelli segnalati da Beguinot. Il primo, il cui incipit rimanda con evidenza al poema gerbino, parla anch'esso dell'aldilà, soffermandosi però maggiormente sulle ricompense per chi avrà ben meritato; l'ultimo poi è una descrizione dei cinque arkan, o "pilastri" della fede islamica.
Sembra evidente che lo scopo di queste composizioni fosse l'ammaestramento religioso, con la parola cantata, di popolazioni molto poco alfabetizzate. Probabilmente i poemi, redatti in una sorta di koinè, circolavano in tutti i paesi ibaditi del Nordafrica, come testimonia il fatto che una parte del poema gerbino era stata registrata, sul finire del secolo XIX, nello Mzab da R. Basset.

## Letteratura più recente
Le vicende della letteratura berbera più recente, che tende a passare dai generi tradizionali a quelli diffusi nel resto del mondo è strettamente legata al passaggio allo scritto del berbero ed all'evoluzione dell'editoria in berbero. Per questo, esiste una certa sproporzione nella produzione tra le regioni in cui questi processi sono più avanzati (l'Algeria, e in particolare la Cabilia, in cui il berbero è insegnato nelle scuole dal 1995) e le regioni in cui esso è invece più arretrato (i paesi in cui la lingua berbera è ignorata o proscritta: Tunisia, Libia, Egitto).

### Poesie, novelle, romanzi
Anche se prosegue vivace in molte zone (soprattutto rurali) del Nordafrica una produzione poetica "tradizionale" fondamentalmente orale (che gode anche del supporto di dischi, cassette e videocassette), negli ultimi decenni è nata e si va diffondendo una produzione poetica contemporanea che si adegua ai canoni della cultura scritta del resto del mondo. Parallelamente a questo processo, si è anche già costituito un lessico specializzato per i diversi generi: ungal "romanzo", tullizt "novella", tamedyazt "poesia", amezgun "teatro", tizlitt "canzone", tasuqilt "traduzione", ecc. È stato coniato anche un termine tasekla "letteratura", a partire da asekkil ("lettera dell'alfabeto").
Numerose sono le raccolte di poesie messe per iscritto dall'autore senza passare attraverso la recitazione. Non esiste comunque un netto spartiacque tra un tipo di poesia e l'altro. Basti pensare che un poeta sicuramente moderno come Ben Mohamed in Cabilia ha egli stesso inciso una cassetta in cui recitava le sue poesie, molte delle quali sono oltretutto state musicate e cantate da Idir.
Molti considerano Si Mohand (1848-1905) il primo poeta berbero in senso moderno. Anche se la sua produzione fu in gran parte orale, egli incarnò la figura del poeta moderno, solo con la propria poesia ed emarginato rispetto ad una società in corsa verso il "progresso" e priva di valori tradizionali, il che lo poneva al di fuori dello schema classico del poeta tradizionale, che invece era saldamente integrato nella società in cui operava.
La poesia contemporanea viene denominata tamdyazt, con un termine che in molte regioni berbere è neologismo, e che in certe altre (soprattutto nel Marocco centrale) indicava un tipo particolare di composizione (un lungo poema), eseguito da un poeta/cantore, amdyaz (quest'ultimo termine è adottato per significare "poeta" tout-court).
Il romanzo, denominato con un neologismo ungal, si è sviluppato soprattutto in Cabilia. Già nel 1946 Belaid Ait Ali, uno dei primi autori di lunghi testi in prosa, scrisse quello che molti considerano già un vero e proprio romanzo: Lwali n wedrar "Il santo della montagna" (un quaderno di 136 pagine, diviso in 10 capitoli). Ciononostante, il primo "romanzo" cabilo viene di solito considerato Asfel "Il sacrificio", pubblicato nel 1981 da Rachid Aliche (autore in seguito anche di Faffa (ungal) “Faffa (romanzo)”, 1986), che fu seguito nel 1983 da Askuti "Il boy-scout" di Said Sadi, cui molti altri fecero seguito, con intensità crescente, al punto che M. A. Salhi (2006) ha contato 25 romanzi cabili pubblicati fino a tutto il 2004.
Tra i romanzieri più prolifici si segnalano Amar Mezdad, autore di una trilogia: Iḍ d wass, “La notte e il giorno” (1990: il primo pubblicato in Algeria dopo la liberalizzazione della stampa), Tagrest urγu "L'inverno dell'orco" (2001) e Ass-enni "Oggigiorno" (2006) e Salem Zenia, autore di Tafrara "L'aurora" (1995) e Ighil d wefru "La violenza (del potere) e il coltello (dei terroristi)" (2002).
Notevole la presenza, oltre ai romanzi composti in cabilo, anche di traduzioni da testi di altre lingue (non solo romanzi ma anche saggi e novelle). In particolare, molto attivo in questo campo è Mohand Ait Ighil, autore di cinque volumi di traduzioni, tra cui Tchekhov s teqbaylit (tullizin) "Cechov in cabilo (novelle)" (2003).

### Cinema, teatro
Nell'ambito degli sforzi per integrare le espressioni della cultura berbera contemporanea nella cultura universale rientra anche la nascita di un teatro e di un cinema in berbero, anche se queste espressioni artistiche, che necessitano di locali, finanziamenti e attrezzature, hanno fin qui goduto di scarso aiuto da parte delle istanze pubbliche dei paesi berberofoni, col risultato che molti lavori teatrali sono rimasti inediti o hanno potuto essere rappresentati solo nei paesi d'emigrazione (in particolare la Francia), mentre il numero di film realizzati è nel complesso molto scarso.

#### Teatro
In ambito teatrale, la personalità che più di ogni altra ha contribuito alla creazione di un teatro berbero è stato il cabilo Abdellah Mohia (1950-2004), autore di innumerevoli pièces teatrali, perlopiù nate come adattamento di opere di autori europei (Molière, Pirandello, Brecht, Beckett, Jarry...) e non solo (Lu Xun), ma che di fatto si configurano quasi sempre come opere originali, su spunto di altri autori.
Anche un altro grande autore algerino, Kateb Yacine, che perlopiù scriveva i propri testi in arabo dialettale o in francese, ha ispirato e seguito con favore la traduzione in berbero di alcuni suoi lavori come "Mohammed prends ta valise", tradotto col titolo Ddem abaliz-ik a Muh! da una troupe di studenti che con essa vinse un premio al Festival di Cartagine nel 1973, nonché "Tighri n tlawin ("La voix des femmes") e "La guerre de 2000 ans", messe in scena da gruppi di studenti dell'università di Tizi-Ouzou verso la fine degli anni '70.
Numerosi lavori sono rimasti inediti e a volte mai rappresentati, come le opere teatrali di Hamane Abdella, che cominciò a scrivere in prigione, nel 1958.

#### Cinema
Una produzione cinematografica in berbero è già iniziata, almeno in alcune regioni berberofone, anche se al momento data la estrema scarsità di risorse si tratta di una produzione alquanto sporadica.

##### Cinema cabilo
Anche se in assoluto poco prolifico, il cinema in lingua cabila è particolarmente attento alla qualità delle pellicole.
Tra le produzioni in questa lingua si segnala:
- Machaho ("C'era una volta", 1995), regista Belkacem Hadjadj, sulla falsariga di una fiaba tradizionale, mostra -con il suo finale tragico- la spietatezza che a volte caratterizzava il codice di comportamento tradizionale. Un film molto poetico, che ha vinto il premio del pubblico al 6º Festival del Cinema Africano a Milano nel 1996
- Tawrirt Ittwattun ("La collina dimenticata"), trasposizione su pellicola dell'omonima opera letteraria (La colline oubliée) di Mouloud Mammeri.(prima uscita: Parigi 19 febbraio 1997) regista Abderrahmane Bouguermouh, con Djamila Amzal, Mohand Chabane, Samia Abtout, Abderrahmane Kamal.
- Adrar n Baya ("La montagna di Baya"), 1997, di Azzedine Meddour (8 maggio 1947-16 maggio 2000), con Djamila Amzal, Abderrahmane Debiane, Ali Ighil Ali, Ouardia Kessi.
- Mariage par annonce "Matrimonio via inserzione") di Ali Djenadi (n. 1926, attore-sceneggiatore) e Mehmel Amrouche (regista), (anteriore al 1999), che affronta un tema caldo della società algerina, il matrimonio, per il quale si sta passando da una fase tradizionale (in cui i matrimoni erano combinati senza che nemmeno gli sposi si conoscessero) ad una più moderna, in cui possono avere un ruolo anche le inserzioni matrimoniali.
- Il tutore della signora ministro di Djamila Amzal (2004), un cortometraggio (26') sulle umiliazioni della donna in Algeria, sottoposta ad un codice della famiglia medioevale.
- Si Mohand Ou M'hand, l'insoumis di Lyazid Khodja (2004), che trae spunto dalla vita travagliata del poeta bohémien Si Mohand Ou-Mhend.

##### Cinema marocchino
Più numerose le produzioni cinematografiche in berbero del Marocco, soprattutto in tashelhit. Iniziata negli anni '90, la produzione ha superato le trenta pellicole in un decennio. Anche se il livello qualitativo non è sempre costante, il pubblico ha premiato lo sforzo dei produttori (molto attivi anche nella realizzazione di cassette), col risultato di favorire la crescita professionale dei realizzatori. Le prime fiction di successo sono stati Tamghart Ourgh di Lahoucine Bizgarne e Boutfonaste di Agouram Archach.
I temi messi in evidenza sono quelli del vissuto quotidiano della società, sia nel mondo tribale tradizionale sia alle prese con la modernità nelle grandi città. Il genere predominante è la commedia leggera, ma non mancano le produzioni francamente comiche o perfino quelle horror.
Tra i titoli si segnalano: Tigugilt ("L'orfana"), Assgass ambarki ("Buon anno"), Ghassad Dunit, Azkka Likhert ("Domani l'aldilà"), Imzwag (in tre parti), Tagodi ("La sventura"), Tassast ("Il problema"), Tihya (biografia della cantante Fatima Tabaamrant, unico film sottotitolato in francese), Tislit Ijlan (in due episodi), Tiyiti n' wadane, Moker, ecc.
Più di recente, il lungometraggio Aghrrabou ("la barca") di Ahmed Baidou si è segnalato vincendo il grand prix del 6º festival del film amazigh Issni Nourgh di Agadir (2012).

##### Altre regioni
Nel resto del mondo berbero le produzioni sono sporadiche, ma non del tutto assenti. Si segnalano in particolare:
- Marocco Centrale (lingua tamazight): Quand le soleil fait tomber les moineaux ("Quando il sole che picchia fa cadere i passeri" 1999), di Hassan Legzouli. È il primo medio-metraggio realizzato in Marocco da questo autore già attivo in Europa. In esso viene descritta, sulla falsariga di vicende realmente avvenute, la vita di un villaggio del Medio Atlante.
- Aurès (Nord dell'Algeria, lingua tashawit): Il primo film in tashawit è La maison jaune ("La casa gialla", 2007, 85'), di Hakkar Amor, con Aya Hamdi, Tounès Ait, Amor Hakkar, Bissa-Ratiba Ghomrassi, Inès Benzaim. È stato presentato in prima mondiale al festival di Locarno nell'agosto 2007.

### Grammatiche, dizionari di neologismi, ecc.
Con il passaggio allo scritto di una lingua rimasta per secoli dominio dell'oralità, un grande vuto da colmare è quello del lessico delle scienze e delle tecnologie. Gran parte degli sforzi della pianificazione linguistica del berbero negli ultimi quarant'anni è dedicata alla questione dei neologismi necessari per esprimere, in particolare nello scritto, i concetti più moderni per i quali la lingua parlata non dispone di corrispondenze adeguate.
Il primo ambito individuato da Mouloud Mammeri, precursore di questi studi, è stato quello del "metalinguaggio", ovverosia la terminologia linguistica necessaria per parlare della lingua. Nacque così, nel 1967, la Tajerrumt n tmazight (tantala taqbaylit), ossia "Grammatica berbera (dialetto cabilo)": la prima grammatica del berbero in berbero. Il nome stesso per indicare la "grammatica" tajerrumt, oltre a rimandare per assonanza alla parola europea corrispondente, è stato ispirato al nome del grammatico berbero medioevale Ibn Ajarrum. Oramai quasi tutti i termini introdotti in quest'opera sono entrati nell'uso corrente.
Sempre a iniziativa di Mouloud Mammeri si deve il primo lessico di neologismi, Amawal, anche se egli non fu che l'ispiratore di questo lavoro, che venne condotto da alcuni studenti dei suoi corsi semi-clandestini di berbero all'università di Algeri negli anni '60. Anche se molti neologismi dell'Amawal sono oramai di uso comune, quest'opera presentò numerosi difetti (ad esempio un ricorso esagerato a termini tuareg, assolutamente non intelligibili per il cabilo medio), e una buona parte del suo lessico non è di fatto stata accolta nell'uso.

### Studi generali
- Henri Basset, Essai sur la littérature des Berbères, Alger, J. Carbonnel, 1920 (rist. Paris, Ibis Press, 2001 Préface de Ahmed Boukous, ISBN 2-910728-21-8)
- Lamara Bougchiche, Langues et littératures berbères des origines à nos jours. Bibliographie internationale et systématique, Paris, Ibis Press, 1997 ISBN 2-910728-02-1
- Abdellah Bounfour, Salem Chaker, Littérature berbère. Dossier préparé par A.B. et S.Ch., "Etudes littéraires africaines", nº 21 (2006), Editions Karthala (93 p.) ISSN 0769-4563 ISBN 2-84586-795-6
- Vermondo Brugnatelli, "Leggende islamiche nel Nordafrica berbero", Oriente Moderno 89.2 (2009), pp. 227–246.
- Paulette Galand-Pernet, Littératures berbères. Des voix des lettres, Paris, Presses Universitaires de France - PUF, 1998 ISBN 2-13-049518-4
- Mouloud Mammeri, "Constances Maghrébines", in: L. Serra (a cura di), Gli interscambi culturali e socio-economici fra l'Africa settentrionale e l'Europa mediterranea. Atti del Congresso Internazionale di Amalfi, 5-8 dicembre 1983, Napoli 1986, vol. I, pp. 65–81

### Studi e testi specifici

#### Antichità
- Jean-Baptiste Chabot, Recueil des inscriptions libyques - rédigé et publié par J.-B.Chabot [3 fascicules], Paris, Imprimerie Nationale (Gouvernement Générale d'Algérie) 1940-1941, 1941
- Lionel Galand, "Inscriptions Libyques", in L. Galand, J. Février, G. Vajda Inscriptions antiques du Maroc, Paris, CNRS, 1966
- Victor J. Matthews, "The Libri Punici of King Hiempsal", American Journal of Philology, Vol. 93, No. 2 (Apr., 1972), pp. 330–335
- Robert Morstein-Marx, "The Myth of Numidian Origins in Sallust's African Excursus (Iugurtha 17.7-18.12)", American Journal of Philology, Vol. 122, No 2 (Whole Number 486), Summer 2001, pp. 179–200

#### Medioevo ed età precoloniale
Ibaditi:
- A. Bossoutrot, "Vocabulaire berbère ancien (dialecte du djebel Nefoussa)", La revue tunisienne 1900, pp. 489–507.
- Vermondo Brugnatelli, "Il nome di Dio presso i Berberi ibaditi", in: V. Dell'Aquila, G. Iannaccaro, M. Vai (a cura di) «Féch, cun la o cume fuguus». Per Romano Broggini in occasione del suo 85º compleanno, gli amici e allievi milanesi, Alessandria, Edizioni dell'Orso, 2010 ISBN 978-88-6274-224-5, p. 61-67.
- Vermondo Brugnatelli, "Some Grammatical Features of Ancient Eastern Berber (the language of the Mudawwana)", in: Luca Busetto (ed.), He bitaney lagge. Dedicato a / Dedicated to Marcello Lamberti. Saggi di Linguistica e Africanistica· Essays in Linguistics and African Studies, Milano, Qu.A.S.A.R., 2011, pp. 35–46.
- Tadeusz Lewicki, "De quelques textes inédits en vieux berbère provenant d'une chronique ibadite anonyme", Revue des études islamiques (1934), pp. 275–296 [seguito da: André Basset, "Note additionnelle", pp. 27–305].
- A. de Calassanti-Motylinski, "Le manuscrit arabo-berbère de Zouagha découvert par M. Rebillet; notice sommaire et extraits", Actes du XIVe Congr. des Orientalistes (Alger 1905), t. 2, Paris 1907, pp. 69–78.
- Ouahmi Ould-Braham, "Lecture des 24 textes berbères médiévaux extraits d'une chronique ibadite par T. Lewicki", Littérature Orale Arabo-Berbère 18 (1988), pp. 87–125.
- Ouahmi Ould-Braham, "Sur un nouveau manuscrit ibâḍite-berbère. La Mudawwana d'Abû Ghânim al-Hurâsânî traduite en berbère au Moyen Âge", Études et Documents Berbères 27 (2008), pp. 47–71.
- Muhammad U-Madi, "ﻣﺪﻭﻧـة ﺍﺑﻲ ﻏﺎﻧﻢ - ﺍﻟﻔﻘﻪ ﺑﺎلاﻣﺎﺯﻳﻐﻳـة Mudawwana Abi Ghanem (Al-fiqh bi-'l-amazighiya)", Silsila Dirâsât Nufûsiyya 3, s.d. (2008?), 6 pp. (L'articolo on-line. Sito tawalt.com).

Marocco:
- Nico van den Boogert, The Berber Literary Tradition of the Sous. With an edition and translation of "The Ocean of Tears" by Muhammad Awzal (d. 1749), Leiden, Nederlands Instituut voor het Nabije Oosten, 1997 ISBN 90-6258-971-5
- Nico van den Boogert, "La révélation des énigmes". Lexiques arabo-berbères des XVIIe et XVIIIe siècles, Aix-en-Provence 1998 (ISBN 2-906809-18-7)
- Jean-Dominique Luciani, El H'aoudh: Texte berbère (dialecte du Sous) par Meh'ammed ben Ali ben Brahim, publié avec une traduction française et des notes, Algeri 1897
- Bruno H. Stricker, L'océan des pleurs: Poème berbère de Muhammad al-Awzali, Leida 1960

#### Poesie e canti
- Abdellah Bounfour, Introduction à la littérature berbère. 1- La poésie, Paris-Louvain, Peeters, 1999. ISBN 90-429-0731-2

Metrica:
- François Dell, Mohamed Elmedlaoui, Poetic Meter and Musical Form in Tashlhiyt Berber Songs, Köln, Köppe, 2008. (ISBN 978-3-89645-398-3)
- Hassan Jouad, "Mètres et rytmes da la poésie orale en berbère marocain. La composante rythmique", Cahiers de Poétique Comparée 12 (1986), pp. 103–127.
- Mohand Akli Salhi, "Eléments de métrique kabyle: étude sur la poésie de Si Mha Oumhand", Anadi (Tizi Ouzou) nº 2 (1997), pp. 73–90.
- Dominique Casajus, "La diction poétique touarègue. Quelques remarques", Études berbères et chamito-sémitiques. Mélanges offerts à Karl-G. Prasse, volume dirigé par S. Chaker, et A. Zaborski., Peeters (Ed.) (2000), pp. 85–94.

Sud del Marocco (tashelhit):
- Paulette Galand-Pernet, "A propos d'une langue littéraire berbère du Maroc: la koïné des Chleuhs", in Verhandlungen des 2. Internationalen Dialektologenkongresses Marburg/Lahn 5-10 Sept. 1965, Wiesbaden, Steiner, 1967, pp. 260–267.
- Paulette Galand-Pernet, Recueil de poèmes chleuhs. I- Chants de trouveurs, Paris, Klincksieck, 1972. ISBN 2-252-01415-6
- Abdallah El Mountassir, Amarg. Chants et poésie amazighs (Sud-Ouest du Maroc), Paris, L'Harmattan, 2004. ISBN 2-7475-6245-X
- Hans Stumme, Dichtkunst und Gedichte der Schluh, Leipzig, Hinrich, 1895.
- Arsène Roux, Abdallah Bounfour, Poésie populaire berbère, Paris, CNRS, 1990. ISBN 2-222-04390-5

Marocco centrale (tamazight):
- Michaël Peyron, "Isaffen ghbanin" (rivières profondes). Poésies du Moyen Atlas Marocain traduites et annotées, Casablanca, Wallada, s.d. (1993). (ISBN 9981-823-04-X)
- Jeannine Drouin, Un cycle oral hagiographique dans le moyen-atlas marocain, Paris, Imprimerie Nationale, 1975.

Cabilia:
- Si Amar ou Saïd Boulifa, Recueil de poésies kabyles. Texte zouaoua traduit, annoté et précédé d'une étude sur la femme kabyle et d'une notice sur le chant kabyle (airs de musique), Algeri, Tipographie Adolphe Jourdan, 1904, 555 pp. (2. edizione Algeri-Parigi, Awal, 1990)
- Adolphe Hanoteau, Poésies Populaires de la Kabylie du Jurjura, Paris, Imp. Imperiale, 1867. testo pdf sito gallica.bnf.fr
- Mouloud Mammeri, Les Isefra de Si Mohand ou M'hand, texte berbère et traduction, Paris, La Découverte, 1987 ISBN 978-2-7071-1315-3.
- Mouloud Mammeri, Poèmes kabyles anciens, textes berbères et français, Paris, Maspéro, 1980 ISBN 978-2-7071-1150-0; Paris, La Découverte, 2001
- Mouloud Mammeri, Yenna-yas Ccix Muhand - Le Cheikh Mohand a dit, Alger, Laphomic, 1989.
- Youssef Nacib, Anthologie de la Poésie kabyle, Alger, Ed. Andalouses, 1993.
- Malek Ouary, Poèmes et chants de Kabylie, Paris, Bouchene, 2002. ISBN 2-912946-37-9

Gourara:
- Antoine Boudot-Lamotte, "Notes ethnographiques et linguistiques sur le parler berbère de Timimoun", Journal Asiatique 252.4 (1964), pp. 487–558.
- Mouloud Mammeri, L'ahellil du Gourara, Paris, Maison des Sciences de l'Homme, 1984.

Poemetti ibaditi:
- Vermondo Brugnatelli, "Un nuovo poemetto berbero ibadita", Studi Magrebini n.s. 3 (2005) ["Studi berberi e mediterranei. Miscellanea offerta in onore di Luigi Serra"], pp. 131–142.
- Vermondo Brugnatelli, Poesia religiosa tradizionale in Nordafrica. Appunti per la parte monografica del corso di Lingue e Letterature dell'Africa 2007-2008, Milano 2008. Testo in pdf[collegamento interrotto]
- Luigi Serra, "Su due poemetti berberi ibaditi (Note preliminari)", in Gli interscambi culturali e socio-economici fra l'Africa settentrionale e l'Europa mediterranea. Atti del Congresso Internazionale di Amalfi 5-8 dicembre 1983, Napoli 1986, pp. 521–539.

Tuareg:
- Moussa Albaka, Dominique Casajus, Poésies et chants touaregs de l'Ayr. Tandis qu'ils dorment tous, je dis mon chant d'amour, Paris, Awal/L'Harmattan, 1992. (ISBN 2-7384-1410-9)
- Gian Carlo Castelli Gattinara, I Tuareg attraverso la loro poesia orale, Roma, CNR, 1992.
- Charles de Foucauld, Poésies touarègues (dialecte de l'Ahaggar), 2 voll., Paris, Leroux, 1925-1930.
- Ghabdouane Mohamed, Karl-G. Prasse, Poèmes touaregs de l'Ayr, 2 voll., Copehague, Carsten Niebuhr Inst. of Ancient Near Eastern Studies, 1989-1990.

#### Racconti, fiabe, indovinelli
- Youcef Allioui, Contes kabyles - Timucuha, Paris (L'Harmattan) 2001-2 3 voll. (ISBN 2-7475-1551-6; ISBN 2-7475-0483-2; ISBN 2-7475-3720-X)
- Fernand Bentolila (sotto la direzione di), Devinettes berbères, Paris (CILF), 1986, 3 voll.
- Vermondo Brugnatelli, Fiabe del popolo tuareg e dei Berberi del Nordafrica, Milano (Mondadori), 1994, 2 voll.
- Dominique Casajus, Peau d'âne et autres contes touaregs, Paris (L'Harmattan) 1985
- Paulette Galand-Pernet, «Remarques sur la langue de la narration dans le conte berbère: les éléments de démarcation du discours», Comptes Rendus du G.L.E.C.S., 18-23/III (1973-1979), pp. 591–606
- Maarten Kossmann, A Study of Eastern Moroccan Fairy Tales, Helsinki, Suomalainen Tiedeakatemia, 2000 ISBN 951-41-0881-7
- Camille Lacoste-Dujardin, Le conte kabyle. Etude ethnologique, Paris (Maspero), 1970 (rist. 1982)

#### Testi storici e giuridici
Testi storici:
- Ghubayd agg-Alawjeli (Ghoubeïd Alojaly), Attarikh en-Kel-Denneg dat assa n Ferensis. Histoire des Kel-Denneg avant l'arrivée des Français (publié par Karl-G. Prasse), Copenhague, Akademisk Forlag, 1975 (ISBN 87-500-1585-0)
- Rachid Bellil, Les Oasis du Gourara (Sahara algérien) I. Le temps des saints, Paris-Louvain, Peeters, 1999 ISBN 90-429-0721-5
- Rachid Bellil, Les oasis du Gourara (Sahara algérien) II. Fondation des Ksour, Paris-Louvain, Peeters, 2000 ISBN 90-429-0924-2
- Rachid Bellil, Les oasis du Gourara (Sahara algérien) III. Récits, contes et poésie. En dialecte tazenatit, Paris-Louvain, Peeters, 2000 (ISBN 90-429-0925-0)
- Henri Genevois, Monographies villageoises - 1. At-Yanni et Taguemount-Azouz, Aix-en-Provence, Edisud, 1995 ISBN 2-85744-814-7
- Henri Genevois, Monographies villageoises - 2. Lğemâa n Ssariğ - Tawrirt n At-Mangellat, Aix-en-Provence, Edisud, 1996 ISBN 2-85744-896-1

Testi giuridici:
- Ahmed Arehmouch, Les droits coutumiers amazighs: Izerfan imazighen, tome I, Rabat 2001 ISBN 9954-8085-0-7
- Ahmed Arehmouch, Asâduf izrfan imazighen - Le Code des droits positifs amazigh, tome II, Rabat 2006
- Augustin Bernard & Louis Milliot, "Les Qânoûns Kabyles dans l'ouvrage de Hanoteau et Letourneux", Revue des Etudes Islamiques 6 (1933), 42 p. + 12 tavv.
- Adolphe Hanoteau & Aristide Letourneux, La Kabylie et les coutumes kabyles, 3 voll., Paris, Impr. nationale, 1872-1873 (2 ed. A. Challamel, 1893), 2e éd. (sic) rev. et augm. Paris, Bouchene, 2003 (ISBN 2-912946-43-3)
- Kanoun Kabyles (Publié par le comité de législation étrangère) s. l., s.d. (1895), XXXIX-73 p. (testo in pdf)[collegamento interrotto]
- Harry Stroomer, "A customary law document from the Ida Oultit Berbers (South Morocco)", Studi Magrebini n.s. 3 (2005) ["Studi berberi e mediterranei. Miscellanea offerta in onore di Luigi Serra"], pp. 239–258

#### Testi religiosi non musulmani
Ebraici:
- Paulette Galand-Pernet, Haïm Zafrani, Une version berbère de la Haggadah de Pesah: texte de Tinrhir du Todrha (Maroc), Paris, Geuthner, 1970
- Joseph Chetrit, Diglossie, hybridation et diversité intra-linguistique. Études socio-pragmatiques sur les langues juives, le judéo-arabe et le judéo-berbère, Louvain, Peeters, 2007. ISBN 978-90-429-2036-1

Cristiani:
- P.P. Amat, Lsas n-Ddin (I fondamenti della religione), Maison.Carrée (Alger) 1920
- La ruche de Kabylie, Avette chante, 2. éd. "revue et augmentée", Tizi-Ouzou, Mars 1955

#### Poesie moderne, romanzi
- Mohand Akli Salhi, "La nouvelle poésie kabyle", in: K.Naït-Zerrad, R.Vossen, D.Ibriszimow (eds.) Nouvelles études berbères, Köln, Köppe, 2004, pp. 147–157 ISBN 3-89645-387-4
- Mohand Akli Salhi, "Regard sur les conditions d'existence du roman kabyle", Studi Magrebini n.s. 4 (2006), pp. 121–127

#### Grammatiche, lessici di neologismi
Gramatiche:
- Mouloud Mammeri, Tajeṛṛumt N Tmaziɣt (Tantala Taqbaylit) - Grammaire berbère (kabyle), Parigi, Maspero, 1976, 118p. (prima edizione ciclostilata: Università di Algeri, 1967, 164 p.)

Lessici di neologismi:
- Abdennour Abdesslam, Lebni d imuhal izuyaz ["Architettura e lavori pubblici"], Alger, Asalu, 1990 (32 pp.)
- Ahmed Adghirni-A. Afulay-Lahbib Fouad, Amawal azerfan. Lexique juridique français-amazigh, Rabat 1996 (48 pp.)
- Amawal ["Dizionario (di neologismi)"], Paris, Imedyazen, 1980 (131 pp.)
- Boudris Belaïd, Tamawalt usegmi. Vocabulaire de l'éducation français-tamazight, Casablanca 1993 (123 pp.)
- Mokrane Chemime, Amawal amezyan n ugama tafransist-tamazigt - Petit lexique de la nature français-tamazigt. Botanique, zoologie, médecine, Tizi Ouzou, Association culturelle Tilelli, 1991, 23 pp.
- Mokrane Chemime, Amawal. Alug n umaẓrur - Cahier de l'électricien, s.l. 1995 (30 pp.)
- M. Laïhem, H. Sadi, R. Achab (con la collab. di S. Chaker e M. Mammeri), Amawal n tusnakt - Lexique français-berbère de mathématiques, Tizi Ouzou, Tafsut, 1984 (“Tafsut, série scientifique et pédagogique”, nº1), IV-126 pp.
- Samia Saad, Lexique d'informatique Français-Anglais-Berbère, Paris, Harmattan, 1996 (120 pp.)